# Damian Michalski
Damian Michalski (Bełchatów, 17 maggio 1998) è un calciatore polacco, difensore dello Zagłębie Lubin.

## Caratteristiche tecniche
È un difensore centrale forte fisicamente.

## Carriera
Cresciuto nel settore giovanile del GKS Bełchatów, ha esordito in prima squadra il 5 giugno 2016 disputando l'incontro di I liga vinto 5-1 contro il Bytovia Bytów. Il 14 settembre 2019 è stato acquistato a titolo definitivo dal Wisła Płock.
Il 29 agosto 2022 viene acquistato dai tedeschi del Greuther Fürth.
Il 3 febbraio 2025 fa ritorno in patria accasandosi allo Zagłębie Lubin.